# Transfer of Development Rights
Transfer of Development Rights (TDR), auch Transferable Development Rights oder Tradeable Development Rights („Übertragbare“ bzw. „Handelbare Baurechte“) ist ein rechtliches Instrument zur Steuerung von Stadtentwicklung und Bebauungsdichte. Es nutzt Marktmechanismen in Ergänzung zu oder an Stelle von klassischer Stadtplanung, welche üblicherweise feste Obergrenzen für das Maß einer Bebauung in Plänen festlegt (z. B. Bauleitplanung). Insbesondere ermöglicht TDR Grundstückseigentümern, bislang nicht ausgeschöpfte Baurechte zu verkaufen, indem sie dauerhaft vertraglich auf ihre Nutzung verzichten, welche dann andernorts durch die Käufer zusätzlich genutzt werden können.
Typischerweise werden für die Nutzung von TDR zwei Gebiete durch die Gemeinde festgelegt: Ein „abgebendes“ und ein „empfangendes“ Gebiet. Für beide Gebiete wird eine maximale Bauhöhe bzw. -dichte festgelegt. Beim abgebenden Gebiet handelt es sich in der Regel um ein Areal, in dem die bestehende Bebauung unter denkmalpflegerischen oder Umweltgesichtspunkten vor weiterer Verdichtung oder Aufstockung geschützt werden soll. Grundstückseigentümer im abgebenden Gebiet können in der Folge ungenutzt gebliebene Baurechte (Volumina, Stockwerke o. Ä.) verkaufen, welche von Eigentümern im empfangenden Gebiet genutzt werden können, um das dort festgelegte Höchstmaß der Bebauung entsprechend zu überschreiten. Verkäufer von Baurechten verzichten dabei vertraglich dauerhaft auf die Nutzung der verkauften Rechte. Auf diese Weise bildet sich ein Preis für ungenutzte Baurechte, welcher Grundstückseigentümer im abgebenden Gebiet für die Nicht-Nutzung entschädigt. Die Gemeinde kann das Schutzziel für das abgebende Gebiet somit potenziell ohne detaillierte planerische Maßnahmen oder aufwändige und teure Enteignungsverfahren erreichen.
Statt zweier Gebiete kann die Gemeinde auch nur ein TDR-Gebiet festlegen, innerhalb dessen eine einheitliche Höhenbeschränkung gilt, welche aber bei entsprechendem Handel von Baurechten über- und unterschritten werden kann.
Die Grundstückseigentümer handeln die Baurechte entweder direkt miteinander, oder unter Nutzung einer Bank als Zwischenhändler. Das Instrument ähnelt in Teilen dem „cap and trade“-Ansatz in der Umweltökonomie.
Herausforderungen des Instruments liegen zum einen in der Begrenzung der Transaktionskosten, und der Schaffung einer Balance der verkaufs- und kaufwilligen Eigentümer, da ansonsten die Baurechte wertlos sind.

## Beispiele
TDR findet hauptsächlich in verschiedenen Gemeinden und Gemeindeverbänden in den USA Anwendung. Das bekannteste Beispiel und der erste Anwendungsfall (1916) ist New York City. Die bekannte Skyline mit ihren abgetreppten Hochhäusern kommt auch durch die gesetzlich geschaffene Notwendigkeit zustande, zur Ausschöpfung des Bauvolumens entsprechende Verschattungsrechte der Nachbargrundstücke zu kaufen.